# Neolimonia remissa
Neolimonia remissa är en tvåvingeart som först beskrevs av Alexander 1928.  Neolimonia remissa ingår i släktet Neolimonia och familjen småharkrankar.
Artens utbredningsområde är Taiwan. Inga underarter finns listade i Catalogue of Life.